# Komputer zerowej generacji
Komputery zerowej generacji – maszyny konstruowane przed pojawieniem się uniwersalnych, elektronicznych maszyn cyfrowych, o możliwościach dzisiejszych prostych i średnich kalkulatorów programowanych.
Podstawową ich cechą jest brak aktywnych elementów elektronicznych (lamp i tranzystorów). Budowane były na elementach mechanicznych (np. Z1) lub elektromagnetycznych (np. przekaźnikowy Z3). Do budowy próbowano także wykorzystać gotowe arytmometry elektromechaniczne np. maszynę do fakturowania w PARK.

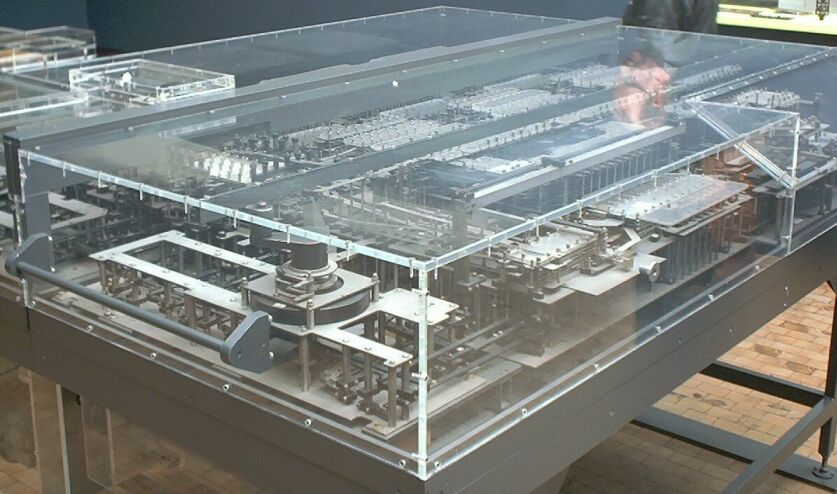
Mechaniczny Z1 (replika)

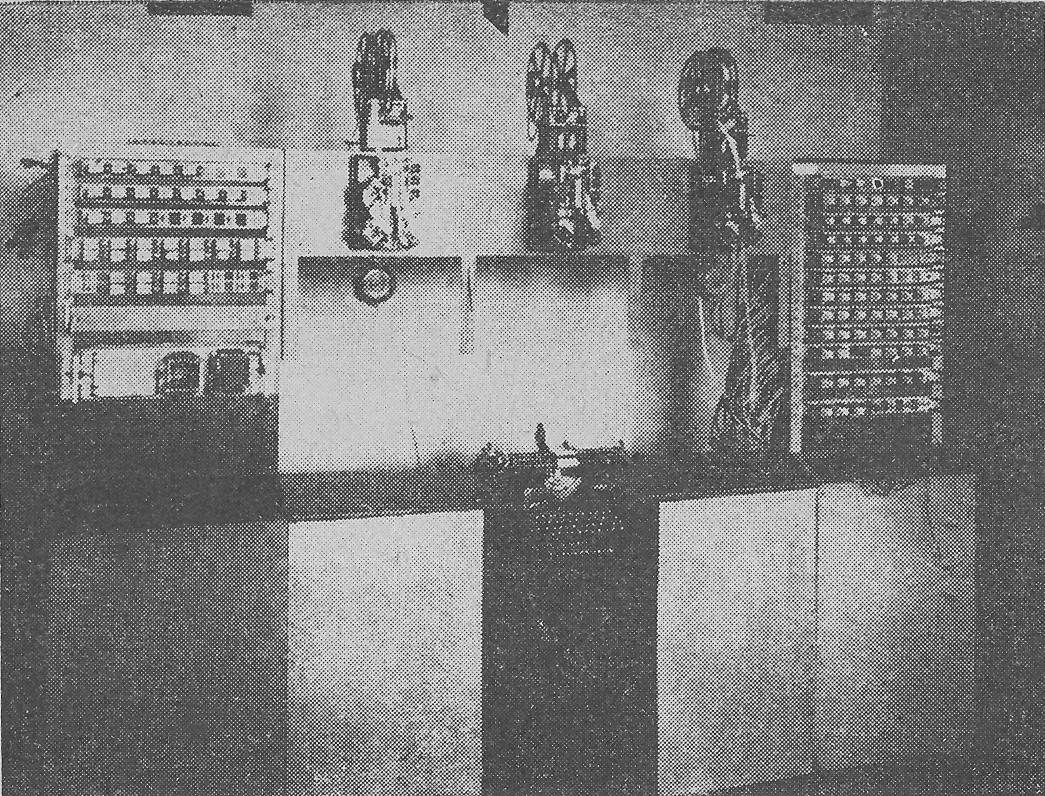
Elektromechaniczny PARK

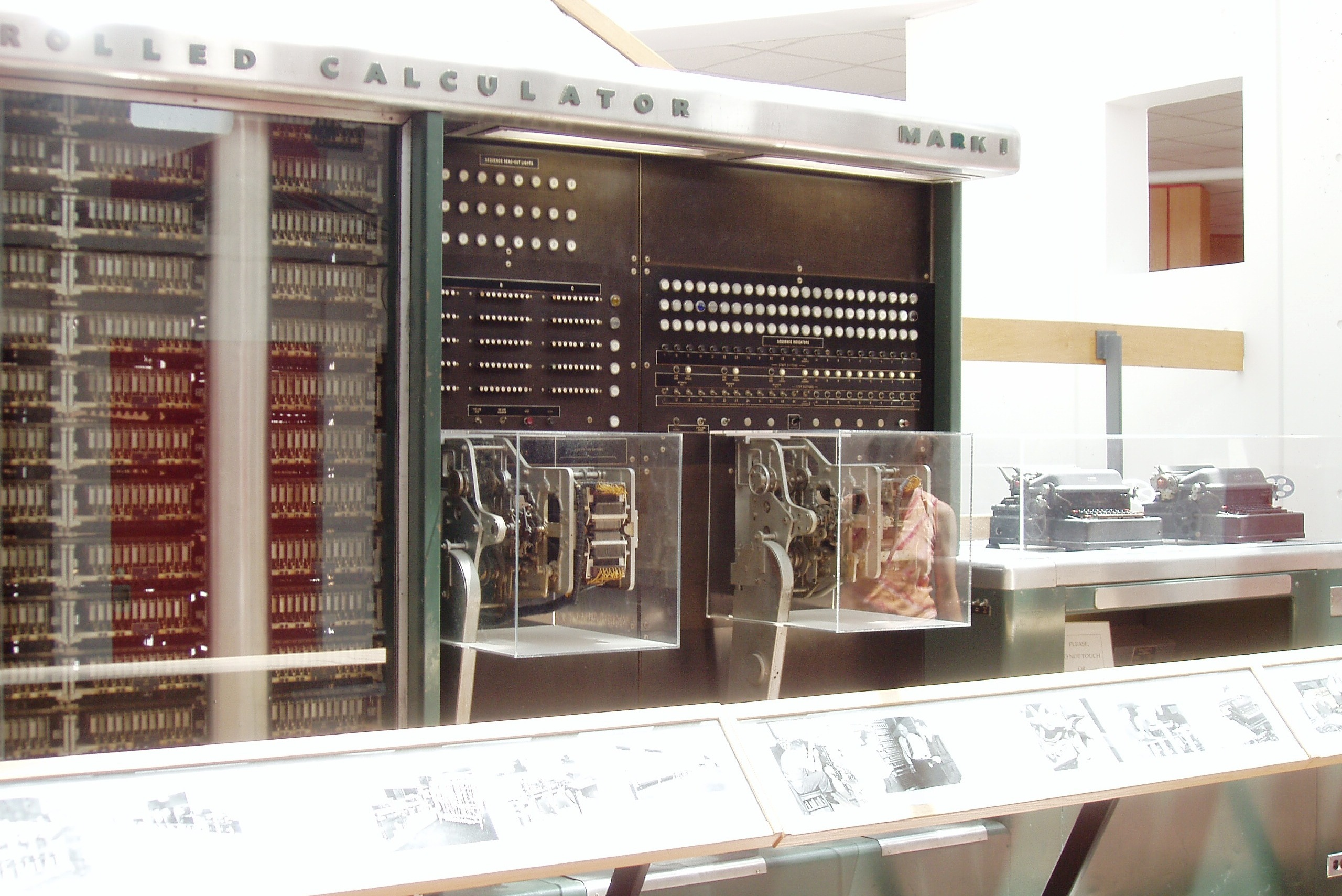
Przekaźnikowy Harvard Mark I

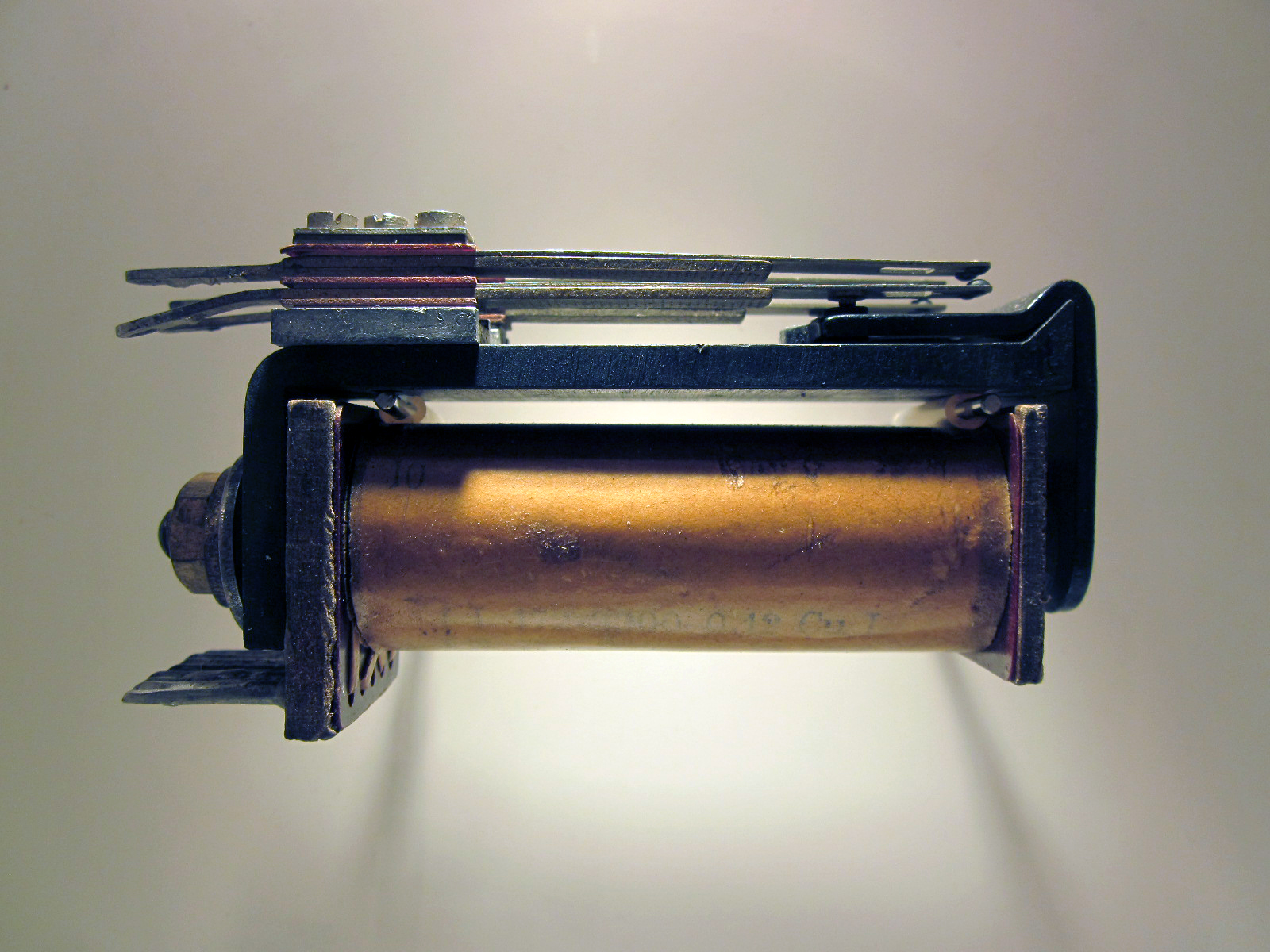
Przekaźnik telefoniczny komputera Z4

## Podstawowe cechy
- brak aktywnych elementów elektronicznych
- oddzielne pamięci programu i danych o różnej organizacji i formacie (architektura harwardzka)
- pamięć szybka o pojemności kilku do kilkudziesięciu słów, czasem ograniczona do samych rejestrów
- pamięć pomocnicza na papierowej taśmie dziurkowanej
- pamięć stała w postaci przełączników, np. Harvard Mark I, lub okablowania
- arytmetyka dziesiętna, lub dwójkowa
- przeważnie nie były maszyną Turinga
- szybkość do kilku rozkazów na sekundę
- programowanie w języku maszynowym; jedynie Z4 posiadał asembler (moduł Planfertigungsteil).

## Osiągnięcia
- arytmetyka binarna i liczby zmiennoprzecinkowe
- rozkazy warunkowe
- podprogram
- podział na bloki: arytmometr, pamięć, jednostka sterująca i urządzenia wejścia/wyjścia
- język programowania – asembler
- mikroprogram

## Polskie konstrukcje
- PARK
- PARC
- GAM-1